# Euploea geyeri
Euploea geyeri är en fjärilsart som beskrevs av Felder 1865. Euploea geyeri ingår i släktet Euploea och familjen praktfjärilar. Inga underarter finns listade i Catalogue of Life.